# 강원특별자치도교육청유아교육원
강원특별자치도교육청유아교육원(江原特別自治道敎育廳幼兒敎育院)은 유아교육에 관한 연구·정보 제공, 유아교육 프로그램 및 교재 개발, 유치원 교원 및 학부모 연수를 위하여 대한민국 강원특별자치도교육청 산하에 설치된 소속기관이다.